# دولنو سادیوو
دولنو سادیوو (به بلغاری: Dolno Sadievo) یک منطقهٔ مسکونی در بلغارستان است که در شهرستان ماجاروفو واقع شده‌است.